# Erik Sjöqvist (arkeolog)

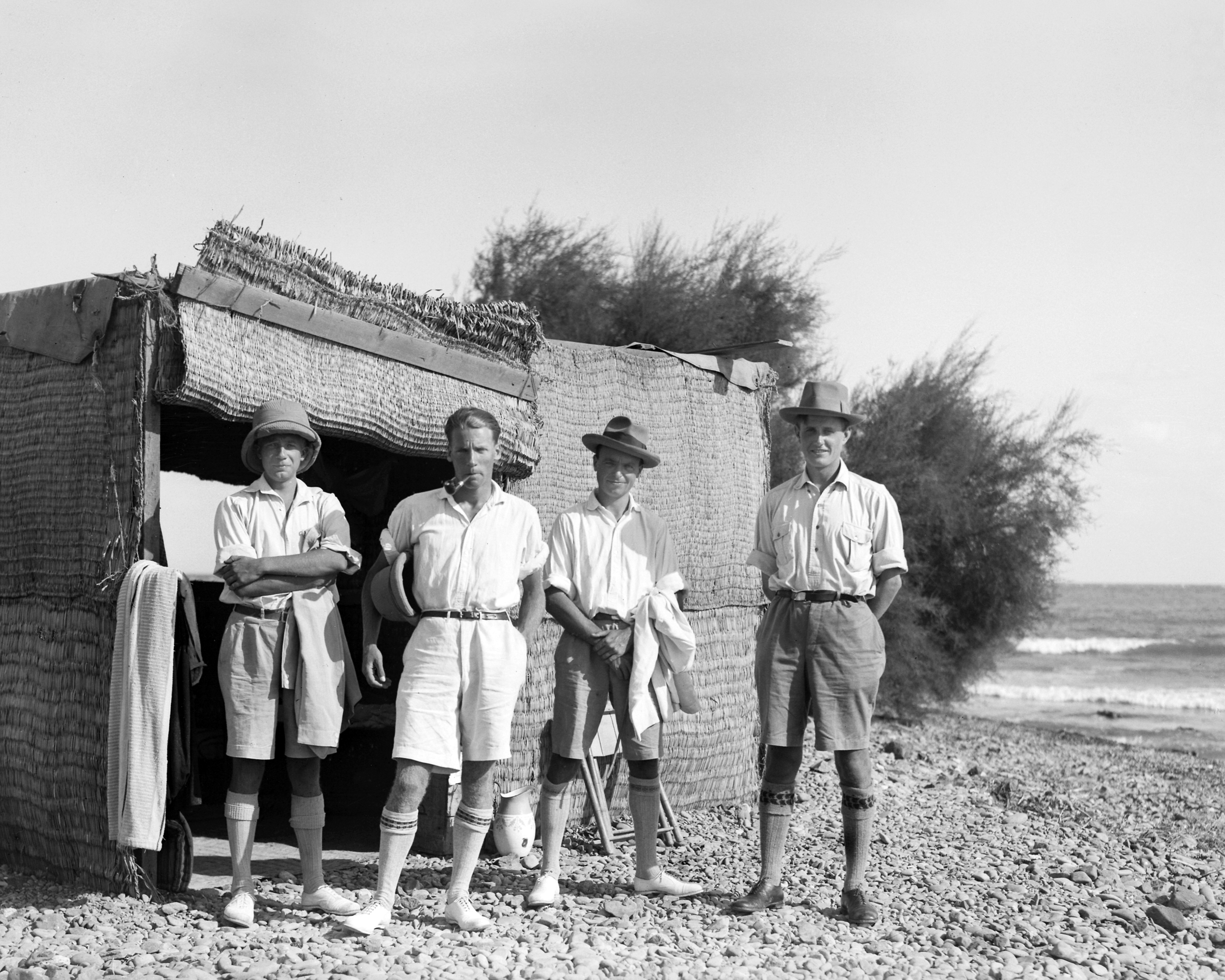
Erik Sjöqvist tillsammans med övriga svenskar i Cypernexpeditionen 1930

Erik Sjöqvist, född 15 juli 1903 i Ronneby, död 16 juli 1975, var en svensk arkeolog. Han var son till John Sjöqvist och bror till Olof Sjöqvist.

## Biografi

Erik Sjöqvist vid västmuren i Idalion.

Sjöqvist studerade klassisk fornkunskap under Axel W Persson vid Uppsala universitet och deltog i de svenska utgrävningarna i Asine 1926 och Dendra 1927. 
Sjöqvist rekryterades av Einar Gjerstad till den svenska Cypernexpeditionen. Han fick ansvaret att leda ett av de två utgrävningslagen. Sjöqvist genomförde utgrävningarna på följande platser: Lapithos, Vrysi Tou Barba, Oura, Cypern, Trachonas, Idalion, Marion, Cypern, Ajios Jakovos (Bronsåldershelgedomen), Kontoura Trachonia, Nitovikla, Paleoskoutella, Ajia Irini, Enkomi och Stylli. 
Efter hemkomsten arbetade Sjöqvist med bearbetning av expeditionens resultat för publikationen The Swedish Cyprus Expedition. Valda delar av Sjöqvists material reviderades och trycktes separat i Reports on excavations in Cyprus (1940). Detta gjordes för att tillgängliggöra de resultat han använde till sin avhandling Problems of the Late Cypriote Bronze Age, med vilken han disputerade samma år vid Uppsala universitet. Opponent vid disputationen var Alfred Westholm. 
Därefter föreläste Sjöqvist i klassisk arkeologi och antikens historia. Han fick tjänst som extra andre bibliotekarie vid Kungliga Biblioteket. 1940 efterträdde han Einar Gjerstad som föreståndare för det Svenska Institutet i Rom, där situationen under andra världskriget blev besvärlig. Han gifte sig 1941 med Gulli Amalia. De flesta andra nationers institut stängde verksamheten, men det neutrala Sverige höll sitt öppet och blev en samlingspunkt för forskare från många olika länder. Sjöqvist stannade i Rom fram till 1948. 
Därefter tjänstgjorde han ett år som gästprofessor i klassisk arkeologi vid Princeton University, USA. Han utsågs sedan av kronprins Gustav Adolf att bli dennes privatsekreterare. Sjöqvist tjänstgjorde över tronskiftet 1950 men lämnade uppdraget året därpå då han erbjöds fast tjänst som professor vid Princeton, en anställning som kom att vara till 1969. Hans forskning på Princeton koncentrerades till Sicilien. 
År 1955 startade Sjöqvist utgrävningar av staden Morgantina (5:e till 1:a århundradet f.Kr). Vid flera tillfällen under 1950-talet deltog kung Gustav VI Adolf i dessa arbeten. Sjöqvists arbete i Morgantina avslutades 1967, men Princetonuniversitetets grävningar pågår fortfarande. Sjöqvists undersökning av relationen mellan det antika Siciliens inhemska befolkning och de grekiska kolonisatörerna publicerades i boken Sicily and the Greeks (1973).